# مورغان أوركا
مورغان هي أوركا أنثى تم «إنقاذها» في بحر وادن، قبالة الساحل الشمالي الغربي لهولندا في يونيو 2010. وجدت في حالة غير صحية، نقص الوزن الشديد وسوء التغذية. عاشت عدة أشهر في دولفيناريوم هاردرفيك

 في هولندا. وبعد أن أصبح من الواضح أن الحوض في دولفيناريوم كان صغيرا جدا، تم النظر في خيارات متعددة، بما في ذلك الإفراج عن مورغان ونقلها إلى منشأة أخرى. وبعد أكثر من عام، وبعد التقاضي والنقاش بين العلماء، قضت محكمة هولندية بأن من المقرر نقلها. تم نقل مورغان إلى لورو بارك

 في إسبانيا في نوفمبر 2011.

## التاريخ
وكان الحوت أوركا، الذي يدعى الآن مورغان، يعتنى به وتقدم له الرعاية الطبية والأكل. وكان السبب في إنقاذ أوركا هو الهزال (وكان وزنها حوالي 430 كجم) ومن المرجح أيضا الجفاف، حيث كان طول جسمها 3.5 متر.
الجدل يحيط مورغان، حيث تم إنقاذها مع النص على أنها لن تعرض للجمهور وأنه سيتم الإفراج عنها مرة أخرى إلى البرية عندما تعافى وتكون قادرة العيش في موطنها الأصلي. ومع ذلك، وهارديرويجك دولفيناريوم ومؤسسة مورغان الحرة

، المؤلفة من خبراء دوليين مستقلين، قد حان لاقتناع أكثر من مستقبل مورغان.
وتشمل مؤسسة مورغان الحرة أوركا البحوث والتعليم المنظمات أوركلاب

، شبكة أوركا

، أوركا البحوث الثقة

، مركز البحوث الحوت

، ومشروع سيولف حماية الساحلية

. ويشمل أيضا مجموعات الحفظ والرفاهية الحيوانية جمعية الحيتان الدولية

، جمعية الحيتان ودولفين الحفظ

.
ومشروع الثدييات البحرية الدولية

.
من جزيرة الأرض، فضلا عن العلماء والخبراء التابعة لها.
وفي الوقت الراهن، نصح هارديرويجك دولفيناريوم بأنهم يرغبون في شحن مورغان إلى مرفق ثديات البحرية الأسيرة

و بعد أن خلص فريق مستقل من الخبراء إلى أنها ليست مرشحة مناسبة للإفراج عنها في البرية.
ومع ذلك، قدمت مؤسسة مورغان الحرة خطة إعادة تأهيل وإفراج مفصلة حتى الآن (حزيران / يونيو 2011) لم ينظر فيها صراحة من قبل أولئك الذين يحملونها.
وتضمنت خطة إعادة تأهيل وإطلاق مؤسسة مورغان الحرة عددا من المراحل مع خطط الطوارئ. وتضمنت الخطة «إطلاقا سهلا» حيث يتم نقل مورغان أولا إلى قلم بحري وستستمر العناية بها. ومن شأن هذه العملية، إذا سمحت بصحتها، أن تشمل أيضا أخذ مورغان إلى البحر المفتوح لزيادة اللياقة البدنية وإعادة تأهيلها بالمنطقة.
وخلال ذلك الوقت، ستزودها بالطعام بينما تستمر في التكيف مع الحياة البرية (إلى حد ما مثل منزل نصف الطريق للأشخاص الذين هم في مرحلة إعادة الاندماج في المجتمع).
لم تجر محاولة إطلاق سراح الأسير مرة أخرى في البرية إلا مرة واحدة - مما أدى إلى نجاح جزئي كيكو، النجم في الفيلم ويلي مجانا. وقد نجحت الحكومتان الكندية والولايات المتحدة أيضا في إطلاق وإعادة إدماج أوركا تم إنقاذها تدعى A73، أو سبرينغر، وهو وضع يحمل بعض التشابه مع الحوت مورغان.
سبرينغر، مثل مورغان، تم العثور عليها وحدها، على بعد أميال كثيرة من حيث عائلتها جراب مقيم وفي حالة هزال. وبعد أن احتفظت سبرينجر في قلم بحري في بوجيت ساوند وعادت إلى الصحة، نقلت بعد ذلك إلى قلم من البحر قبالة جزيرة فانكوفر الشمالية، حيث تم إطلاقها في نهاية المطاف. نجحت في إعادة دمجها في بستان كولومبيا البريطانية أوركا جراب ولا يزال مع هذا الجراب اليوم.
ومع ذلك، فإن قضية مورغان لها بعض الاختلافات الرئيسية مع سبرينغر. وقد تم دراسة البيئة الأُركا في الشمال، وسبرينجر جزء من دراسة مكثفة لعدة عقود، مع جميع الأفراد وغالبية العلاقات الأسرية المعروفة للباحثين. على الرغم من أن مورغان تم تأسيسها بشكل موثوق لتكون عضوا في الأسماك النرويجية الأكل السكان من تحليلات الدعوة، فقد ثبت أنه من المستحيل تأسيس مجموعة مجموعتها.هذا له آثار هائلة للإفراج عن الحيوانات مع تركيز على عائلة أوركا.
وعلى الرغم من بعض أوجه التشابه، فإن حالة مورغان تختلف عن حالة لونا، وهي أوركا شابة من الذكور أصبحت معزولة في منطقة نوتكا ساوند في جزيرة فانكوفر في كندا. وفي هذه الحالة، لم يتم أخذ لونا أبدا في الأسر بأي شكل من الأشكال ولم تبذل أي محاولات رسمية لإعادة تأهيله مرة أخرى في مجتمع أوركا الذي جاء منه. توفي لونا عندما كان يقترب من زورق قطر. ومع ذلك، فإن حالة لونا تظهر أن أوركا الشابة قادرة على النجاة والصيد من تلقاء نفسها، وهو حجة حاولت دولفيناريوم تجاهلها.
على الرغم من الاتفاق الأصلي أنها لن تظهر للجمهور، وعرض مورغان من قبل دولفيناريوم بعد شهرين فقط من أخذها في الأسر. لم تبذل الدلفيناريوم أي محاولة لمتابعة أي إعادة تأهيل وإطلاق خطة على الرغم من حجج مؤسسة مورجان الحرة أن مورغان كان مرشحا ممتازا لمحاولة إعادة التأهيل على غرار نجاح إعادة تأهيل سبرينجر.
كما جاء الدعم لإطلاق سراح مورغان من مجموعة أخرى تسمى «تحالف أوركا» (الذي يضم سبع منظمات)، التي استخدمت محاميا من خلال التمويل الذي جمعته التبرعات، ويعتزم تحالف أوركا الآن مواجهة وزارة الشؤون الاقتصادية والزراعة والابتكار الهولندية لمنع مورغان من نقلها إلى مرفق آخر للثدييات البحرية، ومن ثم نقلها إلى الموقع المقترح للقلم البحري (ديلتابارك نيلتج جانس في هولندا)

، حيث يمكن أن تبدأ إعادة تأهيلها.
يتم التركيز بشكل كبير على العثور على الأسرة أو مجموعة المنزل من الحيوانات التي أعيد تأهيلها من جميع الأنواع التي يتم إعادة إلى البرية. ميزة للحيوانات واسعة النطاق ويمكن أن يكون لها العديد من العرضية لمساعدتهم في عودتهم لبيئتهم الأصلية.
ويشمل ذلك الدعم الاجتماعي والمعرفة المحلية (مثل أماكن العثور على الغذاء). وتشتهر أوركا بشبكاتها الاجتماعية القوية، حيث يوجد لدى بعض المجتمعات مثل هذه الروابط القوية التي ينضم إليها الأفراد فقط إلى المجموعة من خلال ولادتهم فيها، في حين أن آخرين لديهم أكثر من مجتمع السوائل مع طويلة الأجل وشبه طويلة الأجل السندات تشكيلها. وقد تم تحديد مورغان على أنها تنتمي إلى البيئة النرويجية التي تتغذى على الأسماك المنطقة (على أساس تحليل الحمض النووي والأدلة الداعمة من المطابقة الصوتية).وقد درس الهيكل الاجتماعي لدى الأوركا النرويجية إلى حد ما وتشير الدراسة إلى أن «المجموعات تبدو وكأنها وحدات اجتماعية تقوم جزئيا على الأقل على عضوية مستقرة» وأشارت إحدى الدراسات أيضا إلى وجود رعاية جماعية للبالغين في مجموعة الأوركا والتي قد تبشر بمستقبل جيدا لمورغان إذا أعطيت الفرصة لإعادة الاندماج في موطنها.
ومن المعروف أن أوركا النرويجية الفردية للسفر بعض المسافة من موقع تحديد الهوية الأصلية، تم تصوير صورة أوركا واحدة على بعد 700 كم من مشاهدتها السابقة في العام الماضي، ناهيك عن أن مورغان نفسها قد سافرت من النرويج إلى بحر وادن، مسافة (اعتمادا على المواقع الدقيقة) ما يقرب من 1200 كم. بالإضافة إلى ذلك، كانت هناك
مشاهد أوركا
في بحر الشمال منذ القبض على مورغان.
هناك العديد من القضايا المحيطة حفظ أوركاس في الأسر، بما في ذلك انخفاض العمر مقارنة أوركا في البرية. مورغان كانت في الأسر منذ يونيو 2011. عمرها الدقيق غير معروف، ولكن عندما تم العثور عليها، فقد قدر أن عمرها يتراوح بين سنة وأربع سنوات على أساس حجمها. ولا يزال سبب سوء حالتها الصحية وانفصالها عن أسرتها مجهولا. عمر مورغان الصغير يقدم مزايا ومساوئ للحجج لإطلاق سراحها.
كونها شابة وقيل انها من المرجح أن لا يزال لديها الفرصة، وبالتالي القدرة على التكيف مع العودة إلى البرية. ضد الإفراج عنها، كما ذكر سابقا، عدم وجود تحديد إيجابي من مجموعة عائلتها وحتى أنها قد تكون صغيرة جدا لمعرفة مجموعة كاملة من التابعة لها، مما يجعل من الصعب بالنسبة لها للعثور على مجموعتها. يمكن حل هذه المسألة الأخيرة مع برنامج «الإفراج المرن» التي من شأنها أن تسمح مورغان لبناء ببطء قدرتها على التحمل وكذلك معرفتها للمنطقة، وإن كان مع خيار العودة دائما للأغذية. ومع ذلك، كان هناك نقص كبير في خطة الإفراج عن نقص التمويل.
وعلى الرغم من الجهود المكثفة التي بذلها كل من تحالف أوركا ومؤسسة مورغان الحرة لزيادة الوعي والاهتمام بقضيتهما، فإن الأموال التي تم جمعها لم تغطي حتى رسومهما القانونية. وأدى ذلك إلى فرصة أقل في المحكمة مما كان له وأثر كبير على القضية.
إذا انتقلت إلى مرفق آخر حجز الثديات البحرية، ومن المرجح أن تستخدم في نهاية المطاف مورغان في برامج تربية الأسير، في أحواض السمك.كما أنها من المفترض أن يأتي من محتمع أوركا لا علاقة لتلك أوركا حاليا في الأسر.
يوم الأربعاء 12 أكتوبر 2011، أعلن وزير الزراعة هينك بليكر أن مورغان سيتم نقلها إلى حديقة البحرية الإسبانية المعروفة باسم
لورو بارك
.
وواصل الناشطون الحيوانيون المشاركين في مؤسسة مورجان الحرة جهودهم لوقف نقل مورغان إلى الحديقة، ولكن مورغان نقلت في يوم 29 نوفمبر 2011. وقيل إنها تنضم إلى جراب من الجيل الثاني الأسيرة ولدت أوركا ولد في حدائق العالم البحري في الولايات المتحدة الأمريكية، وجيل ثالث من العجل ولد في عام 2010.
في 3 يناير / كانون الثاني 2014، قال أحد الناشطين ضد أسر مورغان، جيفري ديكر، إن أوركا مثل مورغان تبلغ قيمتها 7 ملايين دولار. وقال ان السبب المحوري للمركبة لاعتماد مورغان كان جلب الحمض النووي الجديد لبرنامج تربيتهم وجذب إلى حديقتهم. والابتعاد عن سياسة القتل البطيء والموت حيتان أوركا الذين تقطعت بهم السبل إذا لم يتم إعادتهم إلى المحيط.
في 23 أبريل / نيسان 2014، قرر مجلس الدولة أن نقل مورغان إلى
لورو بارك
كان قانونيا. وخلص المجلس إلى أن الحديقة لديها معرفة كافية بشأن علاج حيتان الأوركا. ووفقا للمجلس فإن الإفراج مورغان لم يكن بديلا لأسباب أنها تنتمي إلى نوع من الحيوانات الاجتماعية في حين أن عائلتها لم تكن موجودة وأن مورغان كانت صغيرة ولم يكن من الواضح ما إذا كانت يمكن أن تتغذى وحدها.

## الحياة في لورو بارك
عند وصول مورغان إلى لورو بارك، تم إدخالها إلى جانب آدان البالغة من العمر سنة واحدة وسكيلا البالغة من العمر سبع سنوات. تم إدخال مورغان في نهاية المطاف إلى أقدم أنثى في الحديقة، كوهانا (جنبا إلى جنب مع سكايلا). وفقا لمصادر التصوير الفوتوغرافي المختلفة، اعتبارا من 7 ديسمبر، وقدم مورغان أيضا إلى تيكوا البالغ من العمر 11 عاما، ثاني أقدم الذكور في الحديقة. تم إدخال مورغان إلى كيتو البالغ من العمر ستة عشر عاما، وهو أقدم رجل في الحديقة، من خلال احتجازه في بركة سباحة معه حتى لا تتمكن من الفرار أثناء محاولته التزاوج معها.
في مايو 2012 أعلن لورو بارك أن مورغان أصم جزئيا لأنها تعاني من نقص في السمع العميق الذي يمكن أن يكون حتى الصمم الكامل، كما بحثت عن طريق الأساليب الكهربية.
وفقا للمدربين في الحديقة، مورغان بالكاد تستجيب لإشارات صافرة

، لكنها لا تستجيب جيدا لتسليم وإيماءات الذراع.
في يونيو 2016، ظهرت الفيديو من مورغان يفترض أن الشواطئ نفسها على خشبة المسرح

. وأصدرت الفيديو مجموعة حقوق الحيوان، مشروع دولفين، جنبا إلى جنب مع شريط فيديو لمورغان يضرب رأسها مرارا وتكرارا ضد بوابة معدنية داخل حجرتها

.